# Hypenagonia vexataria
Hypenagonia vexataria är en fjärilsart som beskrevs av Walker 1861. Hypenagonia vexataria ingår i släktet Hypenagonia och familjen nattflyn. Inga underarter finns listade i Catalogue of Life.